# Olimpiusz
Olimpiusz – imię męskie pochodzenia greckiego. Oznacza "mieszkaniec Olimpu" lub "mieszkaniec miasta Olimpia". Istnieje czterech świętych o tym imieniu.
Olimpiusz imieniny obchodzi 12 czerwca i 23 lipca.
Żeński odpowiednik: Olimpia